# Микулинское сельское поселение (Татарстан)
Микулинское сельское поселение — сельское поселение в Азнакаевском районе Татарстана.
Административный центр — село Микулино.
В состав поселения входят 6 населённых пунктов.

## Административное деление
- c. Микулино
- с. Юлдуз
- дер. Александровка
- дер. Владимировка
- дер. Дмитриевка
- пос. Благодатный

## Население
| 2010 | 2011 | 2012 | 2013 | 2014 | 2015 | 2016 |
| ---- | ---- | ---- | ---- | ---- | ---- | ---- |
| 667  | ↘665 | ↘633 | ↘619 | ↘587 | ↘569 | ↘566 |
| 2017 | 2018 | 2019 | 2020 |      |      |      |
| ↗570 | ↗573 | ↘538 | ↘518 |      |      |      |